# Bedrock Anthem
Bedrock Anthem è un singolo di "Weird Al" Yankovic estratto dall'album Alapalooza ed è la parodia di Under the Bridge e di Give It Away, entrambe dei Red Hot Chili Peppers.

## Significato
La canzone parla di un uomo che desidera tanto vivere nella città di Bedrock, ambientazione del cartone animato Gli Antenati.

## Tracce
1. Bedrock Anthem – 3:41
2. Young, Dumb & Ugly – 4:24

## Il video
Il video è quasi girato tutto in bianco e nero e contiene alcune citazioni dei video delle due canzoni originali. Il video è strutturato così:
- All'inizio si vede una bambina che balla il tip tap, ma poi viene scacciata da Jim West (che nel video interpreta il chitarrista John Frusciante) e inizia a suonare la chitarra.
- Poi appare "Weird Al" Yankovic (che interpreta il cantante Anthony Kiedis) e la canzone comincia.
- Nel video Jon Schwartz interpreta il batterista Chad Smith, mentre Steve Jay interpreta il bassista Flea.
- Nel video appare anche Dick Van Patten che interpreta se stesso.
- Alla fine la band, come nel video di "Give It Away", si mettono a correre verso il sole che tramonta, ma improvvisamente Yankovic ha un mancamento e sviene.